# Mahalaxmi Iyer
Pour les articles homonymes, voir Iyer (homonymie).
Mahalaxmi Iyer est une chanteuse indienne qui enregistre essentiellement des chansons pour le cinéma de Bollywood.
Fille d’une spécialiste de la musique indienne classique, Mahalaxmi Iyer étudie cet art avec Pandit Gautam Madhusudan et Ratan Mohan Sharma, en marge de ses études de commerce.
Elle débute dans la chanson en 1992 par des enregistrements de jingles publicitaires à Mumbai, où elle chante en Hindi, et à Madras où elle chante en Tamoul. Ceci lui permet d’être repéré par A.R. Rahman  en 1997 pour qui elle enregistre une chanson pour le film Dil Se. Elle enregistre en même temps une chanson pour le film Dus avec le trio de compositeurs Shankar, Ehsaan et Loy. Elle travaille ensuite avec d’autres noms prestigieux de l’industrie du cinéma Indien : Anu Malik pour Yaadein et Kreem pour Sur – The Melody of Life.
En dehors du cinéma, elle collabore avec Deep Forest sur le titre India de l’album Music Detected. En 2006, sort l’album Dance Masti Forever de Shankar, Ehsaan et Loy où elle interprète 3 titres.

## Discographie
Pour le cinéma indien :
- 1997 : Dus avec Shankar, Ehsaan et Loy
- 1998 : Dil Se avec A.R. Rahman
- 1999 : Mudalvan avec A.R. Rahman
- 1999 : Love You Hamesha avec A.R. Rahman
- 1999 : Devi avec Devi Sri Prasad
- 1999 : Dillagi
- 2000 : Kandukondain Kandukondain avec A.R. Rahman
- 2000 : Mission Kashmir avec Shankar, Ehsaan et Loy
- 2001 : Yaadein avec Anu Malik
- 2002 : Little John avec Pravin Mani
- 2002 : Sur – The Melody of Life avec Kreem.
- 2002 : Shakti : The Power avec Ismail Darbar et Anu Malik
- 2002 : Saathiya avec A.R. Rahman
- 2003 : Kaash... Hamara Dil Pagal Na Hota avec Hirju Roy
- 2003 : Bas Yun Hi avec Marlyn D’Souza
- 2003 : Chura Liyaa Hai Tumne avec Himesh Reshammiya
- 2003 : Armaan avec Shankar, Ehsaan et Loy
- 2003 : Supari avec Vishal Dadlani
- 2003 : Jhankaar Beats  avec Vishal Dadlani et Shekhar Ravjiani
- 2003 : Mumbai Se Aaya Mera Dost avec Anu Malik
- 2003 : Kuch Naa Kaho  avec Shankar, Ehsaan et Loy
- 2003 : Tagore (en) avec Mani Sharma
- 2003 : Aanch avec Darshan Rathod et Sanjeev Rathod
- 2004 : Kyun...! Ho Gaya Na avec Shankar, Ehsaan et Loy
- 2004 : Popcorn Khao! Mast Ho Jao avec Vishal Dadlani et Shekhar Ravjiani
- 2005 : Subhash Chandra Bose avec Mani Sharma
- 2005 : Daas avec Yuvan Shankar Raja’’
- 2005 : Bunty Aur Babli  avec Shankar, Ehsaan et Loy
- 2005 : Dus  avec Vishal Dadlani et Shekhar Ravjiani
- 2005 : Athadu avec Mani Sharma
- 2005 : Salaam Namaste avec Vishal Dadlani et Shekhar Ravjiani
- 2005 : Dil Jo Bhi Kahey avec Shankar, Ehsaan et Loy
- 2005 : Neal'N'Nikki avec Salim Merchant et Suleman Merchant
- 2006 : Fanaa avec Jatin-Lalit
- 2006 : Kabhi Alvida Naa Kehna avec Shankar, Ehsaan et Loy
- 2007 : Jhoom Barabar Jhoom avec Shankar, Ehsaan et Loy

Autres :
- 2002 : Music Detected sur le titre India avec Deep Forest
- 2006 : Dance Masti Forever de Shankar, Ehsaan et Loy